# Campeonato Gaúcho 1931
In 1931 werd het elfde Campeonato Gaúcho gespeeld voor voetbalclubs uit de Braziliaanse staat Rio Grande do Sul. Er werden regionale competities gespeeld en de kampioenen ontmoetten elkaar in de finaleronde die gespeeld werd van 17 tot 27 december. Grêmio werd kampioen. 

## Voorronde
|                       |                                  |       |               |                                    |
| 17 december Voorronde | Grêmio                           | 2 – 0 | Novo Hamburgo | Chácara das Camélias, Porto Alegre |
| 17 december Voorronde | Luiz Carvalho 52' Nenê 78' (pen) |       |               | Chácara das Camélias, Porto Alegre |

## Knock-outfase
|  | Halve finale        | Halve finale        |   |  | Finale | Finale |  |
|  |                     |                     |   |  |        |        |  |
|  |                     |                     |   |  |        |        |  |
|  | Grêmio              | 7                   |   |  |        |        |  |
|  | Riograndense        | 1                   |   |  |        |        |  |
|  |                     |                     |   |  |        |        |  |
|  |                     |                     |   |  |        |        |  |
|  |                     |                     |   |  | Grêmio | 3      |  |
|  |                     | Guarani de Alegrete | 0 |  |        |        |  |
|  |                     |                     |   |  |        |        |  |
|  |                     |                     |   |  |        |        |  |
|  |                     |                     |   |  |        |        |  |
|  |                     |                     |   |  |        |        |  |
|  | Guarani de Alegrete | 2                   |   |  |        |        |  |
|  | Brasil de Pelotas   | 1                   |   |  |        |        |  |

Details finale
|                    |                                        |       |                     |                          |
| 27 december Finale | Grêmio                                 | 3 – 0 | Guarani de Alegrete | Eucaliptos, Porto Alegre |
| 27 december Finale | Luiz Carvalho 55' Lacy 60' Artigas 65' |       |                     | Eucaliptos, Porto Alegre |

|  | Grêmio | Guarani de Alegrete |

## Kampioen

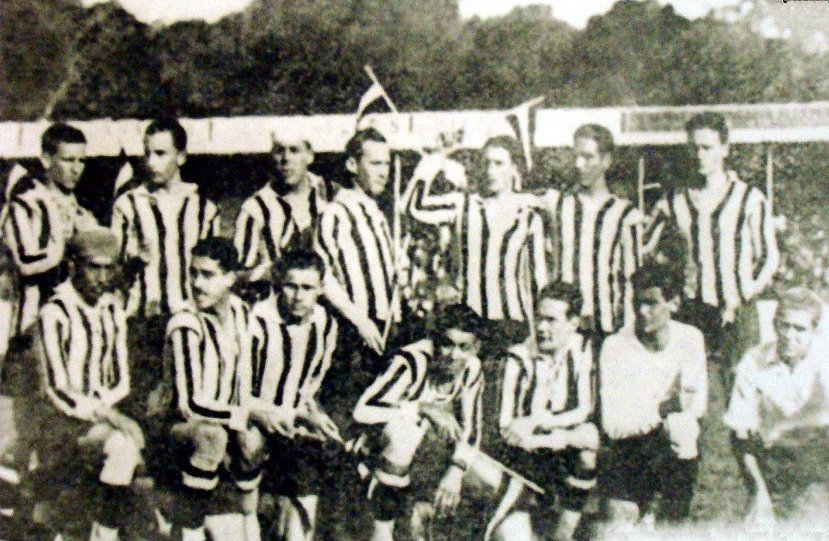
Kampioenenelftal Grêmio.

| Campeonato Gaúcho de 1931  |
| Porto Alegre               |
| -------------------------- |
| GRÊMIO Kampioen (4° titel) |